# Ferrari 275
El Ferrari 275 es una serie de automóviles de gran turismo con motor delantero y tracción trasera con carrocerías berlinetta y spider de dos plazas, producida por Ferrari entre 1964 y 1968. Los primeros coches de la serie 275 estaban propulsados por un motor V12 a 60° Ferrari Colombo de 3.3 L (3286 cc) equipado con árboles de levas en cabeza, con una potencia de 260-320 HP (193,9-238,6 kW). El 275 GTB/4 actualizado se introdujo en 1966, con un motor revisado de cuatro árboles de levas en cabeza, que producía 300 HP (223,7 kW). La serie 275 fueron los primeros Ferrari de carretera equipados con transeje y suspensión independiente.
Pininfarina diseñó las carrocerías de los 275 cupé y los spider, mientras que Scaglietti diseñó el 275 GTS/4 NART Spyder, de los que solo se fabricaron 10 unidades.
Motor Trend Classic nombró al 275 GTB cupé/GTS spider como el número tres en su lista de los diez "Ferrari más grandes de todos los tiempos", y el 275 GTB/4 fue nombrado en el número siete de la lista de los Mejores Deportivos de los años 1960 confeccionada por Sports Car International en 2004. En una prueba de conducción realizada en septiembre de 1967, la revista Road & Track describió al NART Spyder como "el coche deportivo más satisfactorio del mundo".

## Modelos de dos levas
Todos los modelos 275 cupé y spider fabricados desde 1964 hasta la introducción del 275 GTB/4 en 1966 estaban equipados con un motor V-12 de 3.3 litros de árbol de levas en la cabeza (un árbol de levas por cada banco de cilindros). Estos primeros modelos a menudo se denominan coches de "dos árboles" para distinguirlos de los modelos 275 posteriores.

### 275 GTB

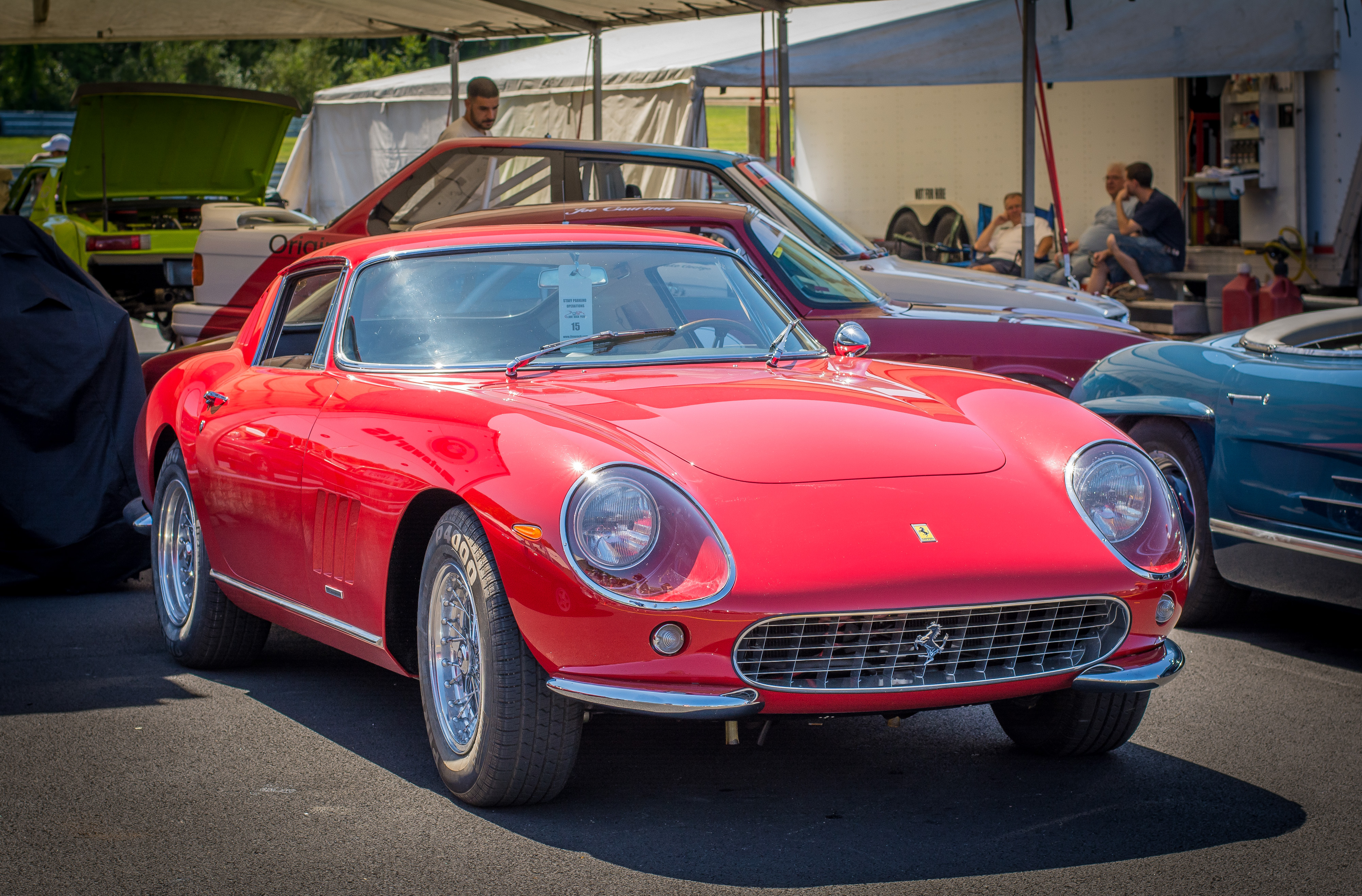
1965 Ferrari 275 GTB, Series I de "morro corto"

El 275 GTB era un gran turismo cupé biplaza producido entre 1964 y 1966. El nombre de este modelo se deriva del desplazamiento de 275 cc de cada uno de los cilindros del motor y de las iniciales de la denominación italiana Gran Turismo Berlinetta.
El 275 GTB usó un motor V-12 a 60° de doble árbol de levas y 3.3 litros de cilindrada diseñado por Colombo, denominado Tipo 213. Este motor fue el desarrollo final del Colombo V12, con una carrera de 58.8 mm y un diámetro de 77 mm. Las partes internas del motor se derivaron de las utilizadas en otros modelos de Ferrari, incluidos los 250 GTE 2+2, 250 Lusso y 250 GTO. Se equiparon de serie tres carburadores de doble estrangulador Weber 40 DCZ 6 o 40 DFI 1. Se afirmó que el propulsor rendía 280 caballos (208,8 kW) a 7600 rpm, pero en la práctica estaba más cerca de los 240-250 HP (186,4 kW). También estaba disponible una opción de fábrica con seis carburadores Weber 40 DCN de doble estrangulador, que según Ferrari proporcionaban 320 HP (238,6 kW) a 7500 rpm, aunque el aumento real de potencia sobre la configuración de tres Weber era probablemente de solo 20 o 25 hp. Las ruedas traseras eran impulsadas por un transeje con una transmisión manual de 5 marchas de estilo Porsche y un diferencial autoblocante. 
Esta fue la primera vez que se utilizó un transeje en un automóvil de carretera producido en serie de Ferrari, aunque se había usado en algunos modelos anteriores de competición de Ferrari, como el 250 Testa Rossa.
El chasis 275 era un diseño de bastidor convencional, fabricado con tubo de acero de sección ovalada. Mike Parkes tuvo un papel importante en el desarrollo de la suspensión del 275, que empleó muchas tecnologías probadas en los coches de carreras de Ferrari anteriores, como el 250 TR y el 250 LM. Se dispuso una suspensión de doble horquilla independiente en las cuatro ruedas, junto con amortiguadores Koni y muelles helicoidales. La suspensión independiente en las cuatro ruedas del 275 fue una novedad en los autos de carretera Ferrari, que anteriormente estaban equipados con ejes de viga posteriores. 
Estaba equipado con freno de disco Dunlop en las cuatro ruedas, aunque incluso a mediados de la década de 1960 se consideraban inadecuados debido a su pequeño tamaño, a la falta de discos ventilados y a un servo y una pinza de baja potencia. Las llantas de magnesio fundido de 14 pulgadas de diámetro eran de equipo serie, con ruedas de radios Borrani disponibles como opción de fábrica.
La carrocería del cupé fue diseñada por Pininfarina y fabricada por Scaglietti. La carrocería estándar del 275 GTB se fabricó en acero, con puertas, capó y tapa del maletero de aleación de aluminio. Al menos 72 coches se fabricaron con una carrocería liviana totalmente de aluminio, que era una opción de fábrica con coste adicional.

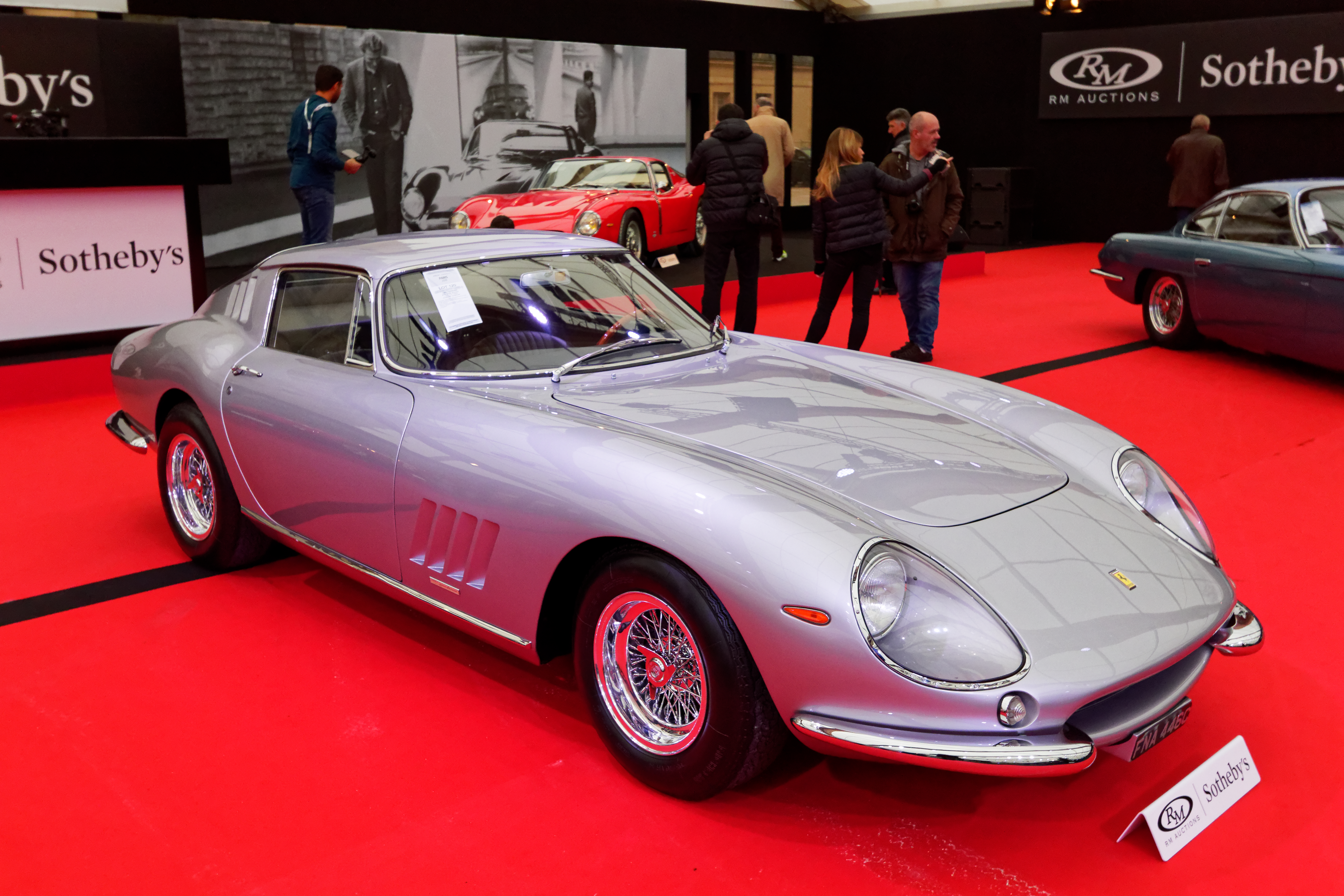
275 GTB, Series II de "morro largo" con carrocería opcional de aluminio

En 1966 se introdujo una versión de la serie dos o de "morro largo" del 275 GTB. La segunda serie del 275 GTB incorporó una serie de cambios mecánicos y estéticos. Se instaló una transmisión por tubo de empuje entre el motor y el transeje para aliviar la tensión en el eje de transmisión y el cojinete de soporte central. Los soportes del motor y del transeje también se revisaron para usar dos puntos de sujeción del chasis cada uno, en lugar de los cuatro que se encontraban en los modelos anteriores. Por delante, la carrocería se rebajó y alargó y la entrada de aire delantera se redujo de tamaño, lo que mejoró las características aerodinámicas y redujo la inestabilidad a alta velocidad. Este fue el cambio más visible entre las dos series, lo que resultó en la designación informal común de los autos de la serie I como "morro corto" y la serie II como "morro largo". La ventana trasera se amplió para mejorar la visibilidad. Con el fin de mejorar el espacio para el equipaje, se reubicaron el llenado de combustible, los tanques de combustible y la rueda de repuesto, y además se cambiaron las bisagras del maletero de internas a externas.
Se produjeron 442 unidades de carretera del 275 GTB entre el otoño de 1964 y el verano de 1966, incluidos los 236 coches de "morro corto" de la serie uno y los 206 de "morro largo" de la serie dos.

### Versiones de competición
De 1964 a 1966, Ferrari desarrolló versiones de competición del 275 GTB para su uso en Carreras de Automóviles Deportivos de la clase Gran Turismo. El desarrollo inicial del 275 GTB fue motivado por un conjunto específico de circunstancias en torno a las actividades de carreras de Ferrari durante 1964. El 250 GTO de 1962-1963 tuvo un gran éxito en las carreras de la clase GT, pero estaba casi obsoleto en 1964. El sucesor planificado del 250 GTO, el 250 LM, se presentó al público en noviembre de 1963, pero la Federación Internacional del Automóvil (FIA) se negó a homologarlo para las carreras de la clase GT. En respuesta, Ferrari decidió prepararse para la temporada de 1964 desarrollando en paralelo un 250 GTO actualizado (llamado serie II o GTO64) y una versión de competición del 275 GTB. Entre 1964 y 1966, Ferrari creó tres series distintas de coches de competición basados en el 275 GTB, el 275 GTB Competizione Speciale (también conocido como 275 GTB/C Speciale), un grupo de 1965 de producción modificada 275 GTB ". coches de competición de clientes "para equipos de carreras independientes, y el desarrollo final, el 1966 275 GTB/C especialmente diseñados.

#### 275 GTB Competizione Speciale
La primera versión de carreras del 275 fue el 275 GTB Competizione Speciale (o 275 GTB/C Speciale). Diseñado bajo la supervisión de Mauro Forghieri, este modelo estaba destinado a suceder al 250 GTO como entrada de la clase GT de Ferrari durante la temporada de carreras de 1965. Ferrari construyó cuatro coches de este tipo, tres de los cuales se fabricaron entre finales de 1964 y principios de 1965, mientras que el cuarto se completó en 1966. Estos coches estaban equipados con motores "Tipo 213" ajustados a la especificación 250 LM, produciendo aproximadamente 290- 305 HP (227,4 kW). La carrocería de aleación de grosor extrafino (diseñada por Pininfarina y construida por Scaglietti) era significativamente diferente de la del 275 GTB de serie, con una forma más aerodinámica similar a la del 250 GTO y a la del 330 LMB. Los cuatro coches tenían una carrocería construida a mano ligeramente diferente, posiblemente debido a la experimentación aerodinámica en curso por parte de los ingenieros de Ferrari. El chasis era una versión ligera del bastidor de serie Tipo 563, que utilizaba tubos de menor diámetro. Se logró una reducción de peso adicional mediante la perforación de orificios en los paneles interiores, las ventanas de metacrilato y el uso de piezas fundidas de magnesio para diversas partes del motor y de la transmisión. El propietario de un 275 GTB/C Speciale (chasis 6885) estimó el peso en vacío en aproximadamente 1900 libras (861,8 kg).
La Federación Internacional del Automóvil (FIA) al principio se negó a homologar el modelo para la clase GT, pero llegó a un compromiso cuando Enzo Ferrari amenazó con abandonar la competición en la clase GT. Debido a este retraso, solo un 275 GTB/C Speciale (chasis 6885) corrió durante la temporada de 1965. Este coche compitió en la Targa Florio de 1965, donde fue conducido por Bruno Deserti y Giampiero Biscaldi, pero no pudo terminar la prueba. El auto obtuvo el puesto 13 en la general de las 6 Horas de Nürburgring de 1965, conducido por Biscaldi y Giancarlo Baghetti. Terminó tercero en la general de las 24 Horas de Le Mans de 1965, donde fue conducido por Willy Mairesse y Jean Blaton (bajo el nombre de "Beurlys") para la Ecurie Francorchamps. Después de Le Mans, el coche logró el puesto 11 de la general en los 500 km de Bridgehampton de 1965 y ganó el Nassau Tourist Trophy de 1965.
Debido a su papel como sucesor del 250 GTO y sus similitudes visuales con ese modelo, el 275 GTB/C Speciale a veces se conoce como el "GTO '65", aunque nunca fue una designación oficial de fábrica.

#### 275 coches de competición de clientes GTB

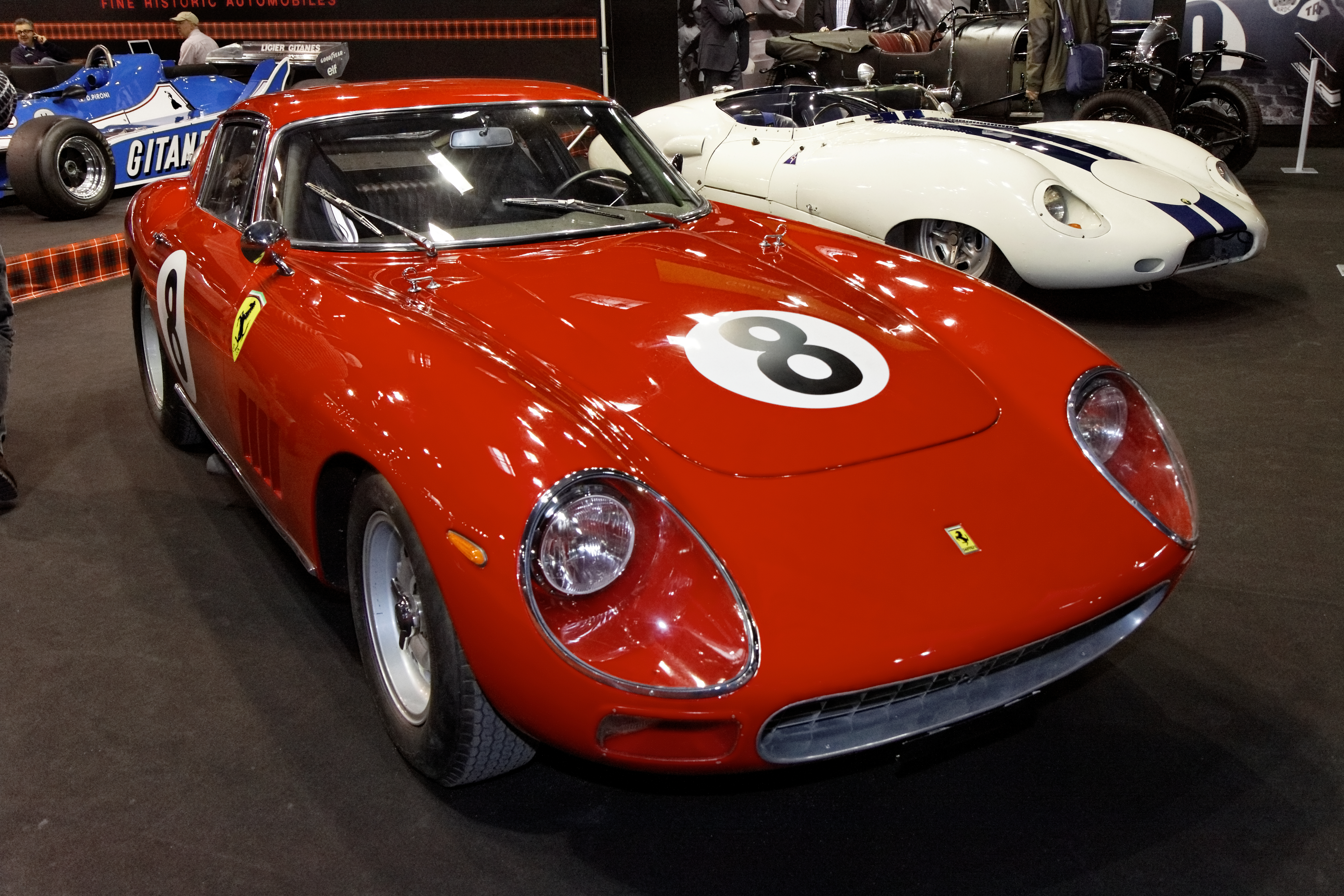
275 GTB de competición de 1965, chasis 07437

Tras la creación del 275 GTB/C Speciale y las consiguientes luchas de homologación, Ferrari decidió crear una versión de competición del 275 GTB menos radical para venderla a equipos de carreras privados. Se produjeron diez coches de este tipo. Estos coches de competición para clientes (en italiano " competizione clienti") eran muy similares al 275 GTB de producción, difiriendo solo en la carrocería de aleación, ventilación adicional, llenado de combustible exterior añadido y tanques de combustible de capacidad ampliada. El motor era una unidad "Tipo 213" con 6 carburadores, el mismo que se instaló en los 275 GTB de producción en carretera. Estas unidades se produjeron tanto para tantear el mercado de este tipo de coches de carreras GT, como para enviar un gesto de conformidad con la FIA, con la esperanza de influir positivamente en el proceso de homologación.

#### 275 GTB/C
Para la temporada de 1966, Ferrari construyó una nueva serie de 12 coches de carreras ligeros 275 GTB/C. A pesar de que exteriormente se parecían al 275 GTB de carretera, el 275 GTB/C fue revisado a fondo por Mauro Forghieri y su equipo de ingenieros de la Scuderia Ferrari y difería tanto del modelo de producción en serie 275 GTB como de los coches de competición 275 GTB anteriores. Se rediseñó cada panel de la carrocería y se realizaron cambios mecánicos sustanciales. Las doce unidades se construyeron en 1966, entre el final de la producción del 275 GTB (con dos árboles de levas) y el inicio de la producción de 275 GTB/4 (con cuatro).
Forghieri diseñó una versión especial de acero y aluminio superligero del chasis 275 GTB, denominada Tipo 590 A. La suspensión independiente de 4 ruedas tenía el mismo diseño que en el 275 GTB de producción, pero usaba amortiguadores con válvulas diferentes y muelles más rígidos. Los frenos de disco también eran los mismos que los usados en el 275 GTB de serie, pero con pastillas de freno de carreras de cambio rápido.
La carrocería parecía superficialmente muy similar a la del 275 GTB serie II de "morro largo", pero en realidad era una versión ligera completamente nueva construida por Scaglietti. Se cambiaron todos los paneles de la carrocería, incluidos los guardabarros delanteros y traseros más anchos y un morro ligeramente más corto. El cuerpo se construyó con paneles de aluminio grueso (de 0,028 plg (0,7 mm) de espesor) unidos con remaches. Este método de construcción permitió un fácil reemplazo de los paneles de la carrocería en caso de accidente. Los paneles de la carrocería eran aproximadamente la mitad de gruesos que los utilizados en el 250 GTO y en el Shelby Cobra. Esto hizo que la carrocería fuera liviana pero extremadamente frágil; incluso una persona al apoyarse en un 275 GTB/C podría abollarlo. Toda la sección trasera se reforzó con fibra para evitar que se doblase al menor impacto. El 275 GTB/C estaba equipado con parachoques visualmente similares a los de la versión de carretera, pero estaban fabricados de un material mucho más delgado. El parachoques trasero carecía de un subchasis de soporte interno y simplemente se sujetaba a la chapa de la carrocería. Otras medidas para ahorrar peso incluyeron la retirada de los ventiladores de enfriamiento, la introducción de agujeros en muchos paneles y marcos internos, ventanas laterales y traseras de plexiglás, paneles del suelo de fibra de vidrio delgados y asientos con bastidores de magnesio. Un 275 GTB/C totalmente equipado con líquidos, rueda de repuesto y juego de herramientas pesaba 2452 lb (1112,2 kg). En versión de carrera sin rueda de repuesto ni juego de herramientas, podía pesar menos de 2350 lb (1065,9 kg), un ahorro de más de 150 kg (331 lb) en comparación con los coches de carretera con carrocería de aleación.
Similar a los cuatro 'Competizione Speciales', el 275 GTB/C estaba propulsado por un motor V12 Tipo 213 ajustado a las especificaciones del 250 LM con un cigüeñal especial, pistón, bielas del árbol de levas y válvulas Nimonic llenas de sodio. Muchas piezas de fundición de los motores se fabricaron con la aleación ligera de magnesio Elektron. Debido a un aparente error administrativo, Ferrari no informó a la FIA de que el 275 GTB de producción tenía una opción de seis carburadores, por lo que solo se podía homologar un motor de tres carburadores. Para compensar la pérdida de potencia por el uso de solo 3 carburadores, Weber construyó el carburador 40 DF13, que reemplazaron a los seis carburadores Weber 38 DCN utilizados en el 250 LM, y eran exclusivos del 275 GTB/C. También se agregó un sistema de lubricación por cárter seco, lo que permitió que el motor se situara más bajo en el chasis. El motor Tipo 213 en esta especificación de competición producía 275-282 HP (210,3 kW) a 7500 rpm.
El 275 GTB/C no utilizó la configuración del eje de transmisión con tubo de torsión introducida con el 275 GTB serie II, sino que utilizó un eje de transmisión abierto estilo serie I, lo que facilitó los cambios de embrague durante las carreras de resistencia. El embrague en sí fue reforzado para las tensiones adicionales de las carreras. El transeje tenía un diseño similar al de la versión de carretera, pero usaba una caja cambios de magnesio liviana, con relación de transmisión cerrada, un diferencial de deslizamiento limitado ZF reforzado y rodamientos de agujas (en lugar de cojinetes de deslizamiento) entre los engranajes y el eje principal.
El 275 GTB/C fue equipado con ruedas de radios de alambre Borrani especialmente producidas al efecto, de tamaño 7"x15" en la parte delantera y 7.5"x15" en la parte trasera. Estas ruedas fueron calzadas con los últimos neumáticos de carreras de la "serie M" de Dunlop. Fue esta combinación la que demostraría ser el punto débil del 275 GTB/C, puesto que los neumáticos tenían tanto agarre que podían sobrecargarse y romper los radios de las ruedas. Esto se tradujo en varios choques durante la competición. Después del 275 GTB/C, ningún Ferrari de competición volvería a equiparse con ruedas de radios de alambre. Dos de los doce 275 GTB/C construidos se vendieron para usarse en la calle. A diferencia de los modelos de carreras, estaban equipados con llantas de aleación estilo 275 GTB estándar y neumáticos Pirelli.
Después de su introducción en 1966, el 275 GTB/C compitió formando parte de varios equipos de carreras independientes con diversos grados de apoyo de fábrica de Ferrari, incluidos NART, Maranello Concessionaires, Scuderia Filipinetti y Ecurie Francorchamps. Se inscribieron tres 275 GTB/C en la 24 Horas de Le Mans de 1966, dos de los cuales finalizaron la prueba. El 275 GTB/C (chasis 09035) de Maranello Concessionaires, conducido por Roy Pike y Piers Courage terminó octavo en la general y primero en su clase, mientras que el Ecurie Francorchamps 275 GTB/C (chasis 09027) conducido por Claude Dubois y Pierre Noblet terminó décimo en la general y segundo de su clase. Otras victorias notables incluyen una primera posición en su clase en la Targa Florio de 1967, conducido por Tullio Sergio Marchesi, quien ganó los campeonatos italianos de GT de 1966 y 1967 con el 275 GTB/C de chasis 09007.

### 275 GTS

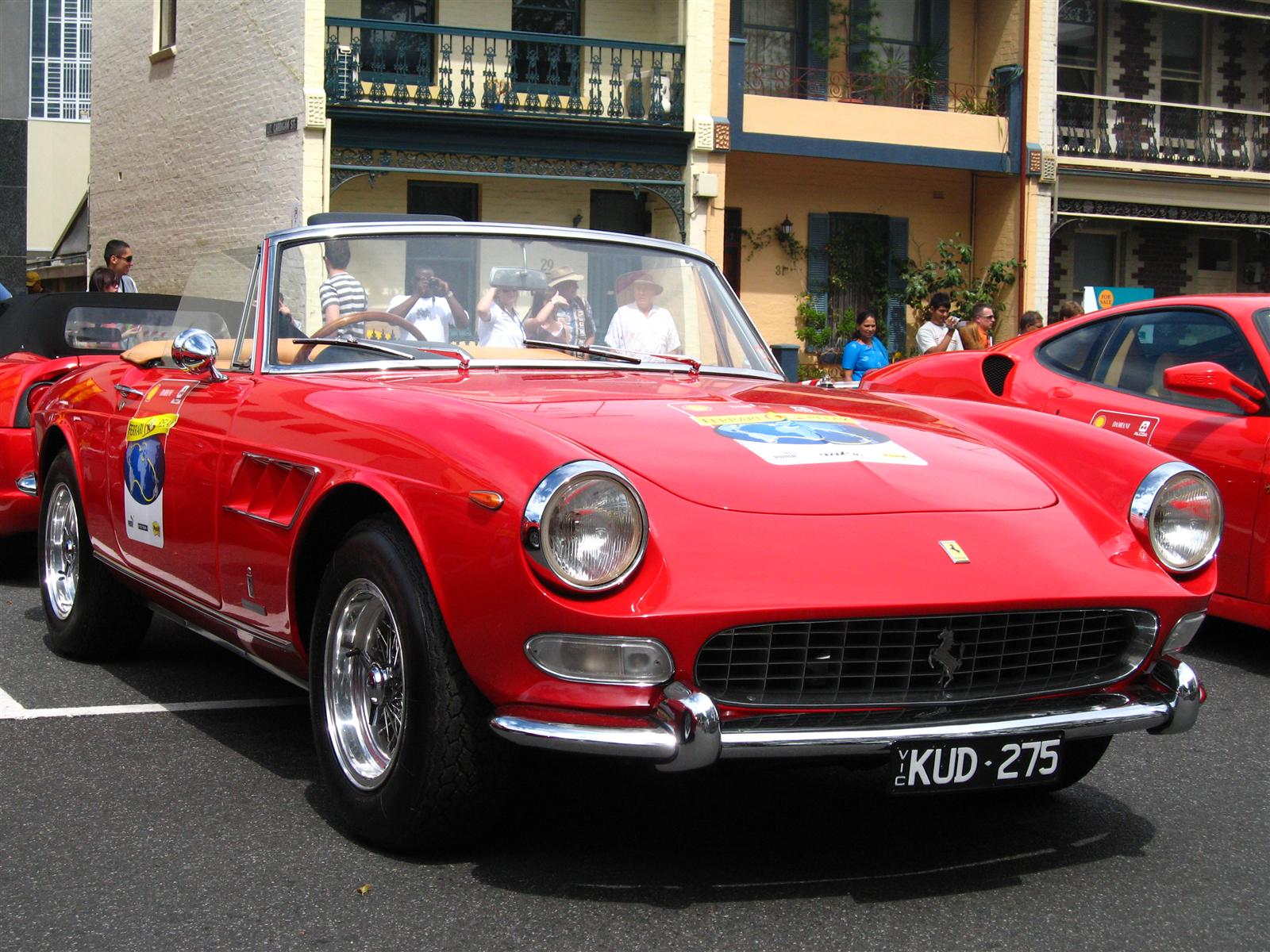
275 GTS

El 275 GTS era un spider grand touring de dos asientos producido entre 1964 y 1966. El 275 GTS se introdujo al mismo tiempo que el 275 GTB y era mecánicamente casi idéntico, compartiendo el V12 de 3.3 litros, transaxle, chasis y suspensión totalmente independiente. Ferrari informó que el motor instalado en el 275 GTS produjo 260 HP (193,9 kW). Esto fue menos que los 280 bhp reportados producidos por el 275 GTB, aunque probablemente no hubo diferencia en los motores entre los modelos. El 275 GTS nunca estuvo equipado con un tubo de torsión, a diferencia del 275 GTB serie II. y neumáticos 205Vr15 Pirelli Cinturato CN72 en sus ruedas Borrani.
El cuerpo de acero 275 GTS fue diseñado y fabricado por Pininfarina. Su apariencia era completamente diferente a la del cupé 275 GTB, con un capó delantero más corto, faros descubiertos más pequeños y proporciones equilibradas en general que sugieren modelos 250 Pininfarina Cabriolet anteriores. Los 275 GTS estaban equipados con una tela plegable convertible top y una capota rígida extraíble adicional era una opción de fábrica.
Ferrari produjo un total de 200 275 GTS entre finales de 1964 y principios de 1966, incluidos 19 en el volante a la derecha. El 275 GTS fue reemplazado en 1966 por el 330 GTS, dejando ningún spider 3.3 L en el rango hasta la creación del 275 GTB/4 NART Spider.

## Modelos de cuatro árboles de levas
Los modelos 275 GTB/4 y GTS/4 NART spider, construidos entre 1966 y 1968, constituyeron la producción final de la serie 275. Estaban equipados con un motor V-12 de 3,3 litros de cuatro árboles de levas en cabeza, un desarrollo del motor con doble árbol del Ferrari 275 utilizado entre 1964 y 1966. Los últimos modelos del 275 a menudo se denominan coches de "cuatro árboles de levas" para distinguirlos de los modelos 275 anteriores.

### 275 GTB/4
Introducido en el Salón del Automóvil de París en octubre de 1966, el 275 GTB/4 usaba la misma plataforma básica que los primeros 275 GTB, con mejoras principalmente mecánicas. La carrocería construida por Scaglietti era prácticamente la misma que la del 275 GTB de "morro largo" de la serie II, con la diferencia más visible de un abultamiento en el capó con bordes ondulados. Llantas de magnesio Campagnolo de tamaño 14x7 eran el equipo estándar, mientras que las tradicionales ruedas de radios de alambre Borrani eran una opción de pedido especial.
El motor era el V12 Colombo Tipo 226 de 3285,72 cc, derivado del anterior motor Tipo 213 del 275 con dos válvulas por cilindro, pero ahora mejorado con cuatro árboles de levas en cabeza y seis carburadores Weber 40 DCN como estándar. Este motor rendía una potencia de 300 HP (220 kW). A diferencia de los diseños anteriores de Ferrari, el ángulo de la válvula se redujo tres grados hasta los 54° para obtener una culata más compacta. Los árboles de levas dobles también permitieron que las válvulas se alinearan perpendicularmente al árbol de levas en lugar de desplazarse como en los motores SOHC. El motor usaba un sistema de lubricación mediante cárter seco con una gran capacidad de 17 qt (16 L) de aceite.
Las mejoras de la serie II del 275 GTB se trasladaron al 275 GTB/4, incluido el tubo de torsión que conectaba el motor y la transmisión. Además del motor mejorado, el 275 GTB/4 tenía varias mejoras menores en el sistema de enfriamiento, el escape y la suspensión.
Tenía una velocidad máxima declarada de 166,5 mph (268 km/h). Se produjeron un total de 330 entre 1966 y 1968.
En 2004, Sports Car International nombró al 275 GTB/4 el número siete en la lista de "Los Mejores Deportivos de los años 1960".

### 275 GTB/4S NART Spider
El 275 GTB/4S NART Spider era una versión spider de dos plazas del 275 GTB/4, 10 de los cuales se construyeron en 1967. La producción de este automóvil fue iniciada por el concesionario norteamericano de Ferrari, Luigi Chinetti, que quería un sucesor de la anterior serie 250 California Spider. Le pidió a Sergio Scaglietti y Enzo Ferrari que construyeran una versión spider del 275 GTB/4, que Chinetti compró por aproximadamente 8000 dólares cada uno, y que se vendieron a 14.400 dólares al por menor. Estos coches se llamaron informalmente NART Spider, en referencia al North American Racing Team de Chinetti. Si bien el nombre "NART" nunca formó parte de la designación oficial de este modelo de fábrica, se instaló una insignia de esmalte alveolado con el logotipo del equipo en la parte trasera de cada automóvil.
Chinetti tenía la intención de pedir 25 NART spider de Scaglietti, pero debido a las bajas ventas, solo se construyeron 10 en 1967 y 1968, lo que lo convierte en uno de los modelos 275 más raros. Los diez spider NART usaron los números de chasis 09437, 09751, 10139, 10219, 10249, 10453, 10691, 10709, 10749 y 11057.
La revista Road & Track publicó una prueba de conducción del entonces nuevo NART Spider en su edición de septiembre de 1967, describiéndolo como "el auto deportivo más satisfactorio del mundo". Esta prueba registró un tiempo 0-60 mph (96,6 km/h) de 6,7 segundos, un tiempo en el cuarto de milla de 14,7 segundos, y una velocidad máxima de 155 mph (249,4 km/h).
El primer 275 GTB/4S producido (chasis 09437) se inscribió en las 12 Horas de Sebring de 1967, pilotado por Denise McCluggage y Marianne Rollo. Terminaron en el puesto 17 de la general y en la segunda posición en la clase GT de 5 litros. Después de esta carrera, el coche se repintó, cambiando su color amarillo "Giallo solare" original por un color burdeos para una aparición en la película de 1968 "The Thomas Crown Affair", donde era conducido por el personaje interpretado por Faye Dunaway. Road & Track probó el mismo coche posteriormente para su artículo de prueba en carretera de septiembre de 1967. En agosto de 2005, la unidad de chasis 09437 se vendió por 3,96 millones de dólares en la subasta de Gooding & Co. celebrada en Pebble Beach.
En agosto de 2013, un spider 275 GTB/4S NART de 1967 (chasis 10709) se vendió por 25 millones de dólares en la subasta organizada por Sotheby's en Monterrey (California). En el momento de la subasta, era un automóvil de un solo propietario, anteriormente propiedad de Eddie Smith de Lexington, Carolina del Norte. El Sr. Smith lo compró nuevo en 1968 y lo manejó regularmente hasta su muerte en 2007. Posteriormente, el automóvil permaneció en posesión de su familia hasta la subasta de 2013.